# 菲利普·戈洛晓金
菲利普·伊萨耶维奇·戈洛晓金（俄语：Филипп Исаевич Голощёкин，1876年3月9日—1941年10月28日，犹太人，苏联党和国家领导人。曾任联共（布）哈萨克自治苏维埃社会主义共和国党委第一书记。1932年哈萨克斯坦大饥荒的制造者之一。

## 生平
- 1876年2月26日，（格里历：3月9日）出生于沙俄维捷布斯克省涅韦尔的一户犹太商人家庭，本名沙雅·伊西科维奇。
- 里加一所牙科学校学习牙医，毕业后担任过一段时间牙医。1903年加入俄国社会民主工党（布）。在圣彼得堡，莫斯科，喀琅施塔得，谢斯得罗列茨克等地从事革命工作。曾参与1905年俄国革命。
- 1906年-1909年，俄国社会民主工党（布）圣彼得堡市委成员。1907年起担任俄国社会民主工党（布）圣彼得堡市执行委员会成员，组织部长。
- 1909年，俄国社会民主工党（布）莫斯科市委领导人。同年被捕，流放纳里姆省，1910年逃脱。
- 1912年，参加俄国社会民主工党（布）六大，当选中央委员和俄罗斯局成员。同年再次被捕，流放托博尔斯克省，12月逃脱。
- 1913年，第三次被捕，流放图鲁汉斯克，直到二月革命后才获释。
- 二月革命后，俄国社会民主工党（布）彼得格勒市委成员，参加四月会议。
- 1917年5月，受斯维尔德洛夫派遣前往乌拉尔地区，担任俄国社会民主工党（布）彼尔姆州委委员兼书记。领导组建当地赤卫队武装。
- 1917年10月，彼得格勒军事革命委员会成员，参加十月革命。11月，第二次全俄罗斯苏维埃代表大会上当选全俄罗斯中央执行委员会委员。
- 1917年11月，前往叶卡捷琳堡。负责参与针对旧政府的清算工作。12月，俄国社会民主工党（布）叶卡捷琳堡州委书记，叶卡捷琳堡军事专员。
- 1918年1月，乌拉尔地区人民委员会司法专员。
- 1918年2月-5月，乌拉尔地区军事委员。
- 1918年5月-9月，乌拉尔军区专员，俄共（布）乌拉尔地区党委书记。其间，1918年7月16日-17日，参与策划处决沙皇尼古拉二世全家的行动。
- 1918年9月-1919年1月，东部前线第三军团政委。
- 1918年12月-1919年8月，俄共（布）中央西伯利亚局主席，乌拉尔军区政委。其间，1919年6月－1919年7月，苏俄突厥斯坦方面军军事委员会委员。
- 1919年8月-9月，车里雅宾斯克州革命委员会主席。
- 1919年10月-1920年5月，俄共（布）中央委员，突厥斯坦苏维埃社会主义自治共和国人民委员会委员。
- 1921年初，担任矿业人民委员。
- 1921年7月-12月，全俄中央执行委员会特别专员，科斯特罗马州食品人民委员。
- 1921年12月-1922年5月，科斯特罗马州州长。
- 1922年10月-1925年9月，萨马拉州苏维埃主席，州长，州委成员。期间领导抗击饥荒和自然灾害，取消了执行多年的戒严法，大力推行列宁的新经济政策，促进当地经济恢复。
- 1925年9月-1933年2月，联共（布）哈萨克自治苏维埃社会主义共和国党委第一书记。期间大力推行农牧业集体化政策，没收了11260个牧场和450万头牲畜，强迫牧民放弃游牧，迁入集体农场生活。为了躲避集体化政策和1932年爆发的大饥荒，几十万哈萨克人逃往中国。饥荒期间有100多万哈萨克人死亡。
- 1933年7月-1934年2月，苏联工农检察院检察官。
- 1933年10月-1939年10月，苏联人民委员会首席仲裁员。
- 1939年10月15日，被捕。他被指控同情托派分子，参加恐怖活动，过度集体化和与尼古拉·叶若夫有同性恋关系。被关押在莫斯科苏哈诺沃特别监狱。
- 1941年8月起，关押在莫斯科布提尔卡监狱。
- 1941年10月，由于莫斯科战役爆发，被转移至古比雪夫州的Barboshina村。10月28日被处决，终年65岁。
- 1961年平反昭雪。

戈洛晓金是俄国社会民主工党（布）6大，俄共（布）7-13大，联共（布）14-17大代表。联共（布）第13-14届中央候补委员，第15-16届中央委员。